# Брхловце
Брхловце (слч. Brhlovce) насељено је мјесто са административним статусом сеоске општине (слч. obec) у округу Љевице, у Њитранском крају, Словачка Република.

## Становништво
| Година:    | 1994. | 2004.   | 2014.   | 2024.   |
| ---------- | ----- | ------- | ------- | ------- |
| Број људи: | 360   | 329     | 305     | 292     |
| Разлика:   |       | -8,61 % | -7,29 % | -4,26 % |

| Година:    | 2023. | 2024.   |
| ---------- | ----- | ------- |
| Број људи: | 289   | 292     |
| Разлика:   |       | +1,03 % |

Према подацима о броју становника из 2011. године насеље је имало 314 становника.